# Pseudechiniscus novaezelandiae
Pseudechiniscus novaezelandiae är en djurart som tillhör fylumet trögkrypare, och som först beskrevs av Ferdinand Richters 1908.  Pseudechiniscus novaezelandiae ingår i släktet Pseudechiniscus och familjen Echiniscidae.

## Underarter
Arten delas in i följande underarter:
- P. n. novaezelandiae
- P. n. aspinosa
- P. n. laterospinosus
- P. n. marinae